# Cijanidin-3-O-glukozid 2-O-glukuronaziltransferaza
Cijanidin-3-O-glukozid 2-O-glukuronaziltransferaza (EC 2.4.1.254, BpUGT94B1, UDP-glukuronska kiselina:antocijanin glukuronaziltransferaza, UDP-glukuronska kiselina:antocijanidin 3-glukozid 2'-O-beta-glukuronaziltransferaza, BpUGAT, UDP-D-glukuronat:cijanidin-3-O-beta-glukozid 2-O-beta-glukuronaziltransferaza) je enzim sa sistematskim imenom UDP-D-glukuronat:cijanidin-3-O-beta--glukozid 2-O-beta--glukuronaziltransferaza. Ovaj enzim katalizuje sledeću hemijsku reakciju
UDP--glukuronat + cijanidin 3-O-beta--glukozid {\displaystyle \rightleftharpoons } UDP + cijanidin 3-O-(2-O-beta--glukuronazil)-beta-D-glukozid
Ovaj enzim je visoko specifičan za cijanidinske 3-O-glukozide i UDP-D-glukuronat.

## Literatura
- Nicholas C. Price; Lewis Stevens (1999). Fundamentals of Enzymology: The Cell and Molecular Biology of Catalytic Proteins (Third изд.). USA: Oxford University Press. ISBN 019850229X.
- Eric J. Toone (2006). Advances in Enzymology and Related Areas of Molecular Biology, Protein Evolution (Volume 75 изд.). Wiley-Interscience. ISBN 0471205036.
- Branden C; Tooze J. Introduction to Protein Structure. New York, NY: Garland Publishing. ISBN 0-8153-2305-0.
- Irwin H. Segel. Enzyme Kinetics: Behavior and Analysis of Rapid Equilibrium and Steady-State Enzyme Systems (Book 44 изд.). Wiley Classics Library. ISBN 0471303097.
- William P. Jencks (1987). Catalysis in Chemistry and Enzymology. Dover Publications. ISBN 0486654605.

## Spoljašnje veze
- Cyanidin-3-O-glucoside+2-O-glucuronosyltransferase на 